# Långskär (vid Jussarö, Raseborg)
Långskär är en ö i Finland. Den ligger i Finska viken och i kommunen Raseborg i landskapet Nyland, i den södra delen av landet. Ön ligger omkring 90 kilometer väster om Helsingfors.
Öns area är 4,6 hektar och dess största längd är 380 meter i öst-västlig riktning.